# Hugo Wehrfritz
Franz Hugo Wehrfritz (* 22. August 1806 bei Kriftel; † 19. Dezember 1888 in Hofheim am Taunus) war ein deutscher Unternehmer in der Papierindustrie und nassauischer Politiker.
Wehrfritz war der Sohn des Papierfabrikanten Adam Hugo Franz Wehrfritz (* 16. Dezember 1773 in der Krifteler Papiermühle; † 23. April 1838 ebenda) und dessen Ehefrau Maria Margaretha Wehrfritz geborene Seelig (* 1. August 1778 in Hofheim; † 2. November 1844). Wehrfritz, der römisch-katholischer Konfession war, heiratete am 14. Juli 1833 in Hofheim Friderike geborene Marchand (* 3. August 1808 in Eltville; † 20. Mai 1956 in Kriftel), die Tochter des Mediziners Anton Marchand.
Wehrfritz war Inhaber der ererbten Papiermühle Kriftel. Er vertrat liberale Positionen und wurde 1835 wegen Mitgliedschaft in einer politischen Verbindung zur Verbreitung aufrührerische Schriften zu einer neunmonatigen Gefängnisstrafe verurteilt.
Nach der Märzrevolution war er von 1848 bis 1851 war er Mitglied der Ständeversammlung der Landstände des Herzogtums Nassau. Er wurde im Wahlkreis X (Königstein/Höchst) gewählt.